# Skåtøy

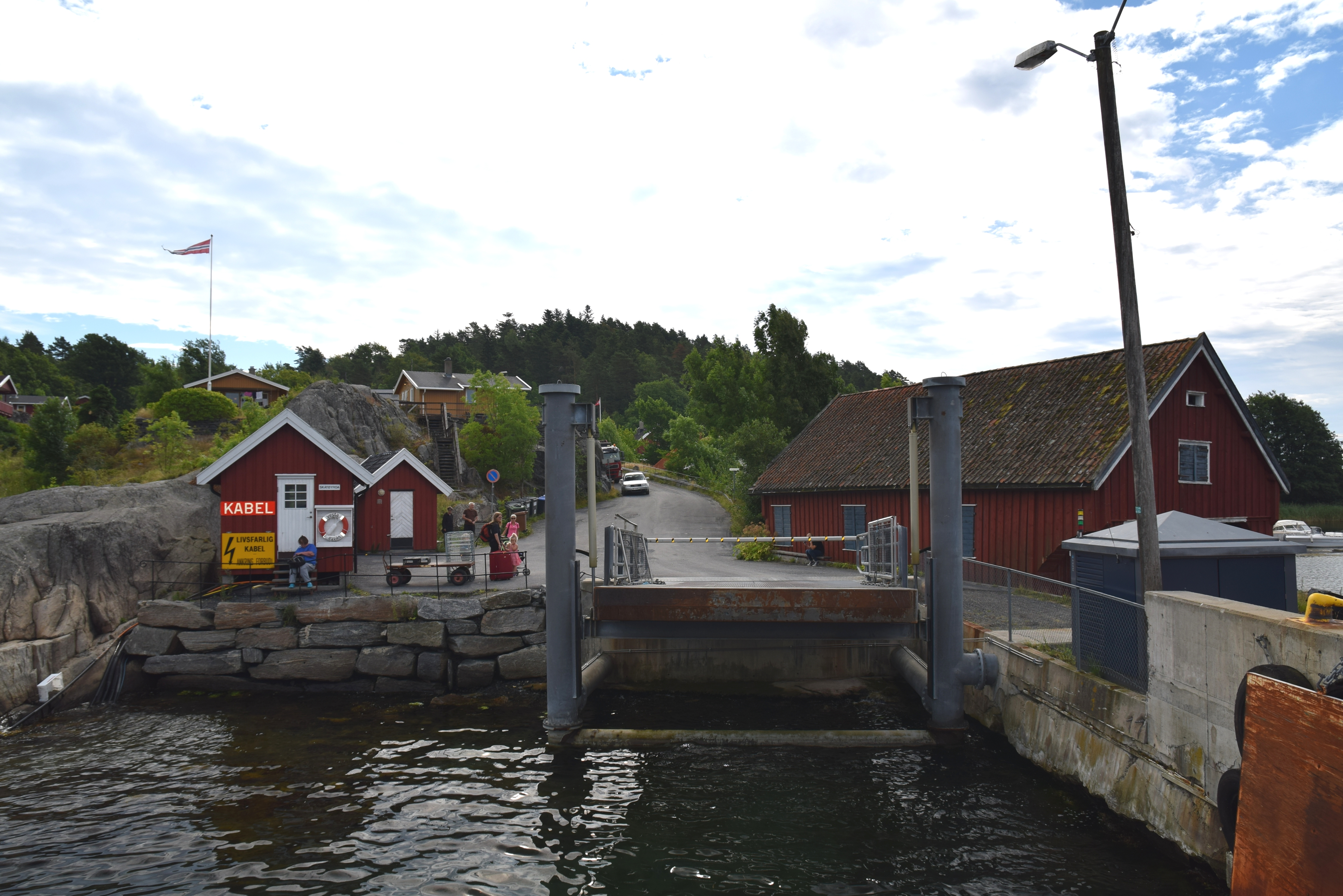
En färjekaj på Skåtøy.

Skåtøy är den största ön i Kragerø kommun och i Telemark fylke i Norge. Ön är 8,8 km² stor och har 250 invånare. Ön består av delvis skogklädda, delvis bebyggda kullar med fritidshus och permanenta bostäder.
Skåtøy kommun separerades från Sannidals kommun 1882 och utgjorde en egen kommun fram till 1960 då den uppgick i Kragerø kommun. Ön har ett eget upptagningsområde från förskoleklass i Skåtøy skola med 40-50 elever. På Skåtøy ligger även Skåtøy kyrka; en stor träkyrka från 1862. Kragerø Fjordbåtselskap kör passagerar- och bilfärjor i skärgården mellan Skåtøy och Stabbestad, Bærø, Tåtøy, Jomfruland, Gumøy, Langøy och Kragerø stad.
Skåtøy har en betydande sommarturism. Där finns ett kafé och galleri, samt ett omfattande kulturutbud året om. Därutöver har ön en aktiv bygdeförening; Mellommyra, en fritidsanläggning, ett medborgarhus och "Lokalet", som tillhör alla föreningar i kommunen. Årligen sedan 2000 har Skåtøys invånare arrangerat Skåtøy vis- och poesifestival i mitten av juli, med bl.a. musik, lyrik och konserter.